# Aurelio Anglada
Aurelio Anglada (Vélez-Málaga, 10 d'agost de 1888 - Màlaga, 30 de gener de 1961) fou un tenor andalús amb èxit especialment a Itàlia i Espanya.
Fill de paleta, va marxar a estudiar a Buenos Aires (Argentina) i, després de contraure matrimoni, marxà a Itàlia a estudiar cant. Visqué a Florència (on hi tingué el seu únic fill) i a Milà. Fou en aquest país on hi té documentades diverses participacions tals com la creació, juntament amb la companyia dels Ballets Russes de Serguei Diàghilev, l'artista vocal de Pulcinella (15 de maig de 1920) i obra d'ígor Stravinski. Dies després, el 27 de maig del mateix any, interpretrà el paper de Filandro a Le astuzie femminili, de Domenico Cimarosa.
El seu renom li féu recorrer diversos escenaris arreu d'Europa tals com París, Londres, Roma i Bríndisi. A Catalunya, cantà diverses temporades al Gran Teatre del Liceu de Barcelona —on hi fou apreciat positivament per la crítica. Realitzà diverses aparicions al Teatre Cervantes de Màlaga, a la seva vila natal de Vélez-Málaga i als teatres més significatius de Madrid (amb diversos concerts benèfics com als damnificats a Cuba), a banda de gravar diversos discos.